# Phobetes rufipes
Phobetes rufipes är en stekelart som först beskrevs av Thomson 1894.  Phobetes rufipes ingår i släktet Phobetes och familjen brokparasitsteklar. Arten är reproducerande i Sverige. Inga underarter finns listade i Catalogue of Life.